# Herbert Feigl
Herbert Feigl (ur. 14 grudnia 1902 w Libercu, zm. 1 czerwca 1988 w Minneapolis) – austriacki filozof, pozytywista i członek Koła Wiedeńskiego.

## Życiorys
Urodził się w żydowskiej rodzinie, jako syn tkacza w Libercu w Bohemii (wówczas Austro – Węgry, obecnie Czechy); matka była entuzjastką sztuki i pianistką-amatorką. Jego najważniejszym intelektualnym bohaterem był Albert Einstein, którego szczególną teorię względności czytał w wieku 16–17 lat.
W 1921 roku rozpoczął studia na wydziałach matematyki, fizyki i filozofii na Uniwersytecie w Monachium, ale z powodu rozpowszechniającego się na niemieckich uniwersytetach antysemityzmu wyjechał do Austrii. Od 1922 słuchał na Uniwersytecie Wiedeńskim wykładów Moritza Schlicka, Hansa Hahna, Hansa Thirringa i Karla Bühlera. W 1924 dzięki osobistemu zaangażowaniu Schlicka zaproszony został do udziału w pracach fizyków, matematyków i filozofów, późniejszych członków Koła Wiedeńskiego. 
W 1927 roku uzyskał stopień doktora filozofii, broniąc dysertacji Zufall und Gesetzt. Versuch einer naturerkenntnistheoretischen Klärung des Wahrscheinlichkeits– und Induktionsproblem, poświęconej epistemologicznej analizie roli prawdopodobieństwa i indukcji w naukach przyrodniczych. Podstawowe tezy tej pracy opublikował w 1930 na łamach pisma „Erkenntnis”, redagowanego przez Rudolfa Carnapa i Hansa Reichenbacha. Nie uznawał tworzącej się wtedy teorii kwantowej i opozycji determinizmu i indeterminizmu.
W latach 1927–1930 pracował na stanowisku docenta w Volkskochschulen zur Existenzsicherung w Wiedniu oraz w Dessau (dziś Dessau-Roßlau). Dzięki staraniom International Rockefeller Fellowship przebywał przez okres ok. 9 miesięcy na Uniwersytecie Harvarda, gdzie poznał m.in. fizyka Percy’ego Williamsa Bridgmana, filozofa Williarda Van Orman Quine’a i psychologa Stanleya Smitha Stevensa. W 1931 roku poślubił Marię Kaspar, z którą wyemigrował do Stanów Zjednoczonych i osiedlił się w stanie Iowa, obejmując posadę w katedrze filozofii Uniwersytetu Iowa. W 1933 roku urodził się jego syn, Eric Otto, a Feigl awansował na stanowisko adiunkta,  profesorem na tym uniwersytecie został w roku 1938. W 1940 roku po raz kolejny przebywał przez pewien czas na Uniwersytetach Harvarda i Columbia; w tym samym czasie zaczął też pracę na Uniwersytecie Minnesoty na stanowisku profesora filozofii. 
Od 1947 roku prowadził badania nad metodologicznymi aspektami psychologii, m.in. nad problemem psychofizycznym. 
W 1949 wydał w Nowym Jorku razem z Wilfridem Sellarsem Readings in Philosophical Analysys. W 1953 utworzył Minnesota Center for the Philosophy of Science. Wydawał także czasopismo „Philosophical Studies” (razem z Mayem Broedbackiem, Johnem Hospersem, Paulem Meehlem), a z Broedbackiem redagował „Readings in the Philosophy of Science”. Udzielał się także jako wykładowca: w 1946 i 1953 prowadził gościnnie wykłady na Uniwersytecie Kalifornijskim w Berkeley, w 1958 na University of Hawaii, a w latach 1964 – 1965 m.in. w Meksyku, Australii i Austrii. 
Pełnił funkcję przewodniczącego American Philosophical Association, wiceprzewodniczącego American Association for the Advancement of Science, był też członkiem komitetu wydawniczego International Encyclopedia of Unified Science, wydanej w latach 1938–1968, członkiem Western Division of the American Philosophical Association, Governing Board of the Philosophy of Science Association i U.S. National Comitee of the International Union for the Philosophy of Science. 
Był uczestnikiem i organizatorem wielu konferencji dotyczących historii filozofii i filozofii nauki odbywających się w Europie i w USA. Razem z Rudolfem Carnapem, Karlem Popperem i Paulem Feyerabendem przyczynił się do utworzenia Instytutu Wyższych Studiów w Wiedniu i Forum w Alpbach. 
Herbert Feigl przeszedł na emeryturę w 1971 roku i zmarł na raka 1 czerwca 1988 w Minneapolis.

## Poglądy
Poglądy Feigla nie różnią się zbytnio od ogólnych poglądów filozoficznych wypracowanych przez Koło Wiedeńskie, w którym uczestniczył do roku 1930. Po swojej przeprowadzce do USA chętnie głosił takie zapatrywania i pozostał im wierny do końca życia. Jego wkład do filozofii skupiał się wokół czterech kwestii:

### Kwestia indukcji i prawdopodobieństwa
Według Feigla w rzeczywistości możliwe jest jedynie obserwowanie skończonych ciągów zdarzeń i na mocy indukcji wnioskowanie o ich prawdopodobieństwie. Indukcja jest więc potrzebna do uzasadnienia prawdopodobieństwa, ale prawdopodobieństwo nie jest potrzebne do uzasadnienia indukcji. Prawdopodobieństwo zajścia zdarzenia ma sens empiryczny tylko wtedy, gdy jest rozumiane jako względna częstotliwość jego występowania w pewnej klasie zdarzeń. 

### Kwestia stosunku umysłu do ciała (body – mind problem)
W tej kwestii Feigl rozwinął poglądy Moritza Schlicka uzupełniając je poglądami Bertranda Russella. Teoria identyczności zdarzeń mentalnych i neurofizjologicznych powinna być według niego uzasadniana tak samo, jak każda teoria naukowa, czyli poprzez jej moc eksplanatywną dla faktów doświadczalnych. Na początku jego teoria nie była poważana z powodu opozycjonistycznego stosunku do popularnego wówczas behawioryzmu, lecz potem znalazła uznanie szczególnie wśród psychologów i analityków psychologii. 

### Kwestia realizmu
Wobec tego zagadnienia Feigl zajmował stanowisko bardziej realistyczne niż przedstawiciele instrumentalistycznych i operacjonalistycznych wersji pozytywizmu; sam określał je nazwą naukowego realizmu lub realizmu semantycznego. Sądził, iż terminów teoretycznych takich jak np. siła, foton i gen prawie nigdy nie można określać używając tylko i wyłącznie pojęć obserwacyjnych, a mogą one odnosić się do przedmiotów rzeczywistych. Pogląd ten określił też mianem realizmu strukturalnego, uwidaczniając w ten sposób możliwość ujęcia jedynie strukturalnych cech teorii naukowych. 

### Kwestia empiryzmu
To właśnie od Feigla i Alberta Blumberga pochodzi określenie wiedeńskiego neopozytywizmu empiryzmem logicznym (Logical Positivism. A New Movement in European Philosophy. Journal of Philosophy, 1931). Do końca życia nie przekonały go argumenty Willarda Van Ormana Quine’a o niemożności wyraźnego odgraniczenia terminów teoretycznych od terminów obserwacyjnych. Starał się być wierny ideom upadającego wówczas rekonstrukcjonizmu logicznego. Nie popierał poglądów Paula Feyerabenda mówiących o potrzebie oddzielenia filozofii nauki od praktyki badawczej. Uważał, że testowanie i porównywanie różnych teorii jest możliwe z powodu istnienia dedukcyjnych relacji pomiędzy prawami przyrody i teoriami oraz z powodu relatywnej niezmienności i, w określonym przybliżeniu, ścisłości i trwałości wielu praw empirycznych. 
Pod koniec życia opowiadał się za kryterium sensu, łagodząc w ten sposób swoje stanowisko na temat empiryzmu. Według tego wyznacznika wiele twierdzeń metafizyki i teologii jest sensownych, ale nie ma powodów by myśleć, iż są prawdziwe. Sądził także, iż niemożliwe jest stworzenie języka niezależnego od teorii. 

## Najważniejsze dzieła
1. Wahrscheinslichkeit und Erfahrung (Erkenntnis 1. (1930), s. 249 – 259)
2. The „Mental” and the „Physical”. The Essay and a Postcript (Minneapolis, 1961)
3. The Wiener Kreis in America (w: The Intellectual Migration Europe and America, 1930 – 1960, C 1969, s. 630 – 673)
4. Empiricism at Bay? (w: Methodological and Historical Essays in the Natural and Social Sciences, Dor 1974, s. 1 – 20)
5. No Pot of Message (w: Mid – Twentieth Century American Philosophy. Personal Statements, Nowy Jork 1974)
6. Inquiries and Provocations. Selected Writings, 1929 – 1974 (Dor, 1981)

Dysertacja Feigla wydana została pt. Zufall und Gesetz. Drei Dissertationen unter Schlick przez R. Hallera i Th. Bindera (A 1999). Feigl był także wydawcą lub współwydawcą dzieł: The Foundations of Science and the Concepts of Psychology and Psychoanalysis (Minneapolis, 1956), Concepts, Theories and the Mind – Body Problem (Minneapolis, 1958), Scientific Explanation, Space and Time (Minneapolis, 1962) i New Leadings in Philosophical Analysis (Nowy Jork, 1972). 

### Teorie und Erfahrung in der Physik
Książka ta (pol. Teoria i poznanie w fizyce) była pierwszym dużym dziełem Feigla. Zawarte w niej elementy filozofii nauki mieszczą się między skrajnym empiryzmem a skrajnym racjonalizmem. Feigl stwierdza, iż struktury fizyki (hipotezy, prawa, teorie) nie reprezentują bezpośrednio i poglądowo rzeczywistości fizycznej i nie sprowadzają się do związków formalnych, ponieważ nie mają charakteru wyłącznie matematycznego. 
Wątpi w nieodzowność kantowskich form a priori (podstawowe prawa geometrii, porządek czasowy, zasada przyczynowości i substancji) w wiedzy przyrodniczej. Dąży do nietraktowania wiedzy przyrodniczej jako raz na zawsze ustalonej w sposób a priori. Odrzuca skrajny konwencjonalizm, zauważając zalety umiarkowanego konwencjonalizmu, szczególnie w zagadnieniu dotyczącym powiązania teorii z doświadczeniem, którego rozwiązanie można porównać do propozycji przedstawianych przez empiryzm.
Feigl włącza się do tendencji dążącej do aksjomatyzowania teorii fizycznych. Uznając pozytywistyczne odgraniczenie kontekstu odkrycia od uzasadnienia podkreśla określony przez obiektywne prawdopodobieństwo sposób uzasadniania teorii. Znajduje się też pod oddziaływaniem tendencji pozytywistycznej; mimo zauważania obecności założeń pozaempirycznych i metafizycznych w teoriach fizykalnych opowiada się za ich wyłączeniem z fizyki. Spośród teorii popiera te, w których takich założeń jest mniej lub te, w których nie występują one wcale. 
Podkreśla temporalność wiedzy syntetycznej, uwydatniając zalety empiryczne i pozaempiryczne w procesie wyboru teorii. Neguje całkowitą redukcję dotychczasowych teorii przez ewolucję naukową, czyli zastępowanie starych założeń nowymi. Pod wpływem Karla Poppera, Hansa Reichenbacha i Edgara Zilsela opowiada się za realizmem, odrzucając jednocześnie koncepcje fenomenalizmu.